# Martin Opic
Martin Opic (* 28. září 1977 Bohumín) je bývalý český fotbalový útočník. Povoláním je hasič.
Věnuje se také futsalu, v tomto sportu reprezentoval Hasičský záchranný sbor Moravskoslezského kraje na Světových policejních a hasičských hrách 2011 v New Yorku. Na hrách ve Versailles v roce 2000 získal stříbrnou medaili a s osmi brankami se stal nejlepším střelcem turnaje.

## Hráčská kariéra
Bohumínský rodák a odchovanec zasáhl v nejvyšší soutěži ČR do 4 utkání v dresu Bohemians, aniž by skóroval (22.02.2002–28.04.2002). Do profesionálního fotbalu ho z divizního Českého Těšína vytáhl Vlastimil Petržela.
V letech 2003–2004 nastupoval v litevské nejvyšší soutěži za FBK Kaunas a podílel se na dvou mistrovských titulech.

### Evropské poháry
Za litevský klub FBK Kaunas nastoupil ve 4 utkáních prvního a druhého předkola Ligy mistrů UEFA 2003/04, v nichž vstřelil dvě branky. Skóroval v obou zápasech 1. předkola proti mužstvu HB Tórshavn z Faerských ostrovů, ve druhém kole byl Kaunas vyřazen skotským klubem Celtic FC.

### Pohár Společenství nezávislých států
V tomto poháru odehrál za FBK Kaunas celkem 9 utkání, v nichž dal 3 góly (2003: 4/1, 2004: 5/2).

### Nižší soutěže
Ve druhé lize odehrál za Ústí nad Labem a Karvinou celkem 83 zápasy, v nichž vstřelil 30 branek. Tři branky dal i ve druhé litevské lize za Kauno Jėgeriai (B-mužstvo FBK Kaunas).
V dresu Karviné se stal v sezoně 2007/08 nejlepším střelcem Moravskoslezské fotbalové ligy s 21 brankou. V této soutěži dal celkem 49 gólů (1996–2011), dalších 8 třetiligových zásahů přidal v České fotbalové lize (2002).
Moravskoslezskou fotbalovou ligu hrál také za Bohumín, Jakubčovice a Hlučín. Na jaře 2012 hrál Přebor Moravskoslezského kraje za Český Těšín, poté se vrátil do Bohumína, kde v roce 2013 ukončil kariéru.

### Ligová bilance
| Ročník                              | Zápasy | Góly | Minuty | Klub               |
| ----------------------------------- | ------ | ---- | ------ | ------------------ |
| MSFL 1995/96                        | –      | 0    | –      | TJ ŽD Bohumín      |
| MSFL 1996/97                        | –      | 1    | –      | TJ ŽD Bohumín      |
| I. liga 2001/02                     | 4      | 0    | 198    | CU Bohemians Praha |
| ČFL 2002/03                         | –      | 8    | –      | AFK Sokol Semice   |
| I. liga 2003                        | 16     | 9    | –      | FBK Kaunas         |
| II. liga 2003                       | –      | 2    | –      | Kauno Jėgeriai     |
| I. liga 2004                        | 3      | 1    | –      | FBK Kaunas         |
| II. liga 2004                       | –      | 1    | –      | Kauno Jėgeriai     |
| II. liga 2004/05                    | 19     | 1    | –      | MFK Ústí nad Labem |
| MSFL 2005/06                        | –      | 8    | –      | Fotbal Jakubčovice |
| MSFL 2006/07                        | –      | 12   | –      | MFK Karviná        |
| MSFL 2007/08                        | –      | 21   | –      | MFK Karviná        |
| II. liga 2008/09                    | 23     | 12   | 1 934  | MFK OKD Karviná    |
| II. liga 2009/10                    | 28     | 13   | 2 123  | MFK OKD Karviná    |
| II. liga 2010/11                    | 13     | 4    | 760    | MFK OKD Karviná    |
| MSFL 2011/12                        | –      | 7    | –      | FC Hlučín          |
| CELKEM I. LIGA (2001–2002)          | 4      | 0    | 198    |                    |
| CELKEM I. LIT. LIGA (2003–2004)     | 19     | 10   | –      |                    |
| CELKEM II. LIGA (2004–2011)         | 83     | 30   | –      |                    |
| CELKEM II. LIT. LIGA (2003–2004)    | –      | 3    | –      |                    |
| CELKEM III. LIGA – MSFL (1996–2011) | –      | 49   | –      |                    |
| CELKEM III. LIGA – ČFL (2002)       | –      | 8    | –      |                    |